# Salzburger Landesausstellung
Salzburger Landesausstellungen fanden zwischen 1980 und 1994 siebenmal an verschiedenen Orten im Land Salzburg statt. Nach mehr als 20 Jahren folgte im Jahr 2016 unter dem Titel Bischof. Kaiser. Jedermann. – 200 Jahre Salzburg bei Österreich die Landesausstellung Salzburg 2016.
Die Ausstellung über die Bajuwaren im Jahr 1988 wurde gemeinsam mit Bayern veranstaltet. An der Oberösterreichischen Landesausstellung 2008 „Salzkammergut“ beteiligten sich auch die Salzburger Gemeinden St. Gilgen und Strobl.

## Liste der Landesausstellungen
| Jahr      | Ausstellungstitel                                               | Ort |
| --------- | --------------------------------------------------------------- | --- |
| 1980      | „Die Kelten in Mitteleuropa“                                    | Hallein |
| 1981      | „Reformation – Emigration. Protestanten in Salzburg“            | Goldegg |
| 1982      | „St. Peter in Salzburg. Schätze europäischer Kunst und Kultur“  | Salzburg |
| 1987      | „Fürsterzbischof Wolf Dietrich von Raitenau“                    | Salzburg |
| 1988      | „Die Bajuwaren. Von Severin bis Tassilo 488–788“                | Mattsee/Rosenheim |
| 1991      | „Mozart – Bilder und Klänge“                                    | Salzburg |
| 1994      | „SALZ“                                                          | Hallein |
| 2016      | „Bischof. Kaiser. Jedermann. 200 Jahre Salzburg bei Österreich“ | Salzburg |
| 2018/2019 | „200 Jahre Stille Nacht! Heilige Nacht!“                        | dezentral in Arnsdorf, Hallein, Hintersee, Mariapfarr, Oberndorf, Salzburg, Wagrain sowie in Hochburg-Ach (Oberösterreich) und Fügen (Tirol) |
| 2020      | „Großes Welttheater - 100 Jahre Salzburger Festspiele“          | Salzburg |